# Ацетилнитрат
Ацетилнитрат — бесцветная подвижная жидкость с формулой {\displaystyle {\ce {CH3COONO2}}}, реагент в реакциях нитрования.

## Получение
Обычно ацетилнитрат получают медленным добавлением концентрированной азотной кислоты к охлаждённому уксусному ангидриду. К другим способам относятся растворение оксида азота(V) в уксусном ангидриде (именно так он был открыт в 1907 году Аме Пикте и Евгением Хотинским), реакция азотной кислоты и кетена, а также синтез in situ из ацетилхлорида и нитрата серебра в ацетонитриле.

## Физические свойства
Ацетилнитрат обычно используют в виде смеси азотной кислоты и уксусного ангидрида. В свободном виде при нагревании он нестабилен и склонен ко взрыву (выше 100 °C). В растворе может взрываться при температуре выше 60 °C. Выделение или перегонка возможны только при соблюдении строгих мер безопасности. Ацетилнитрат растворим в распространённых органических растворителях.

## Применение в органическом синтезе
Ацетилнитрат находит применение в органическом синтезе, в частности, в нитровании ароматических и некоторых неароматических соединений, в синтезе 2-нитроацетатов, а также в окислении органических сульфидов до сульфоксидов.
В реакциях электрофильного замещения ацетилнитрат проявляет себя как источник катионов нитрония {\displaystyle {\ce {NO2+}}}. Так, при взаимодействии с толуолом и бифенилом он даёт соответствующие орто- и пара-нитросоединения, а в реакциях с нафталином и пиреном — 1-нитропроизводные. Также ацетилнитрат способен нитровать карбонильные соединения в енольной форме, например, ацетоуксусный эфир нитруется по активированному метиленовому звену.
Ацетилнитрат присоединяется по двойной связи простых алкенов, давая 2-нитроацетаты.
Также ацетилнитрат превращает спирты в соответствующие нитраты, а третичные амины — в нитрозамины. С органическими сульфидами ацетилнитрат реагирует весьма быстро, практически количественно давая сульфоксиды, причём дальнейшего окисления до сульфонов не наблюдается даже при избытке реагента.